# Leichtathletik-Weltmeisterschaften 2009/Speerwurf der Frauen

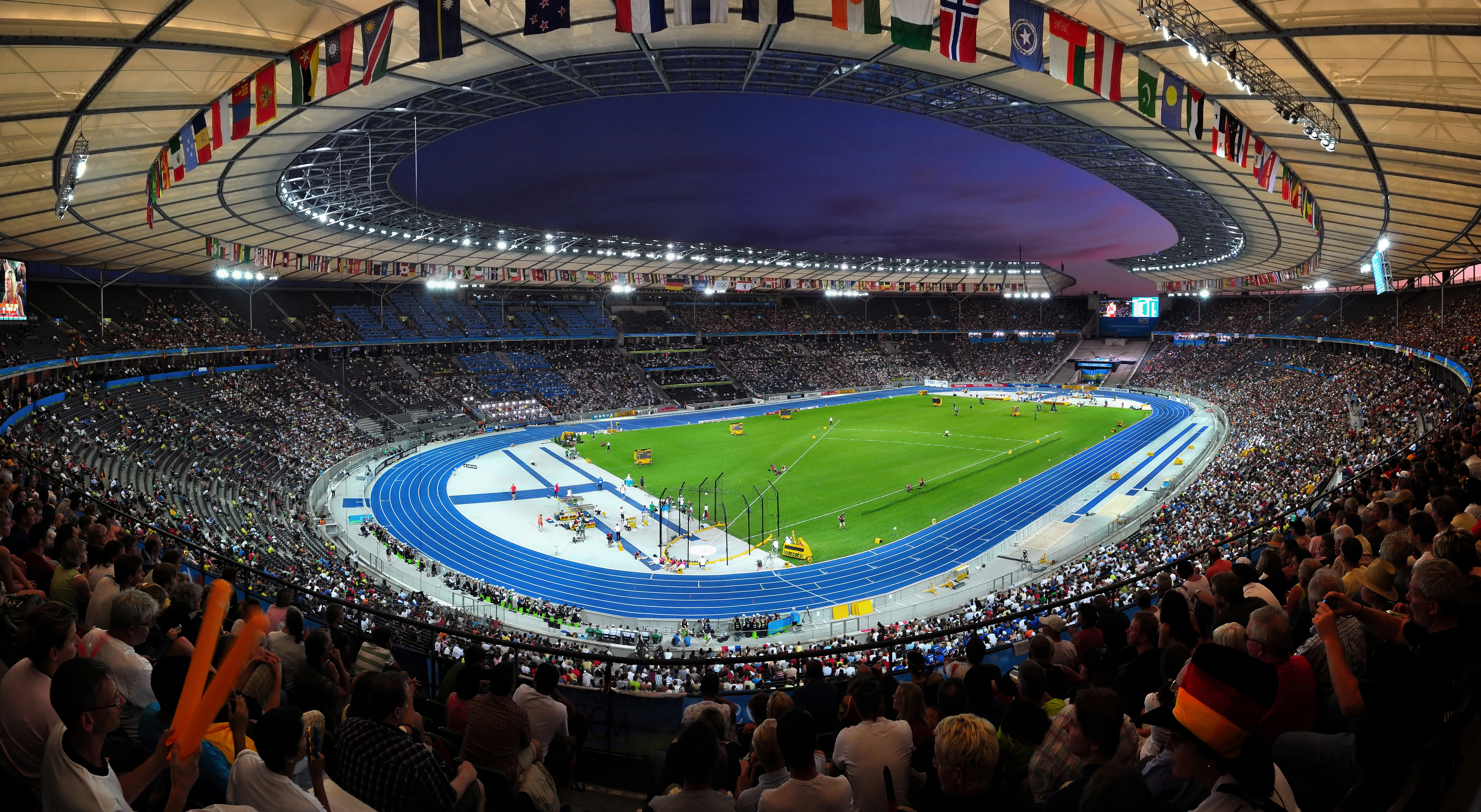
Das Berliner Olympiastadion während der Leichtathletik-Weltmeisterschaften

Der Speerwurf der Frauen bei den Leichtathletik-Weltmeisterschaften 2009 wurde am 16. und 18. August 2009 im Olympiastadion der deutschen Hauptstadt Berlin ausgetragen.
Nach zahlreichen Medaillen errang die Deutsche Steffi Nerius als Weltmeisterin den größten Erfolg ihrer Karriere. Sie hatte zuvor in Athen 2004 Olympiasilber sowie bei Weltmeisterschaften dreimal in Folge Bronze gewonnen (2003/2005/2007), war 2006 Europameisterin und 2002 Vizeeuropameisterin geworden. Nach dieser Saison beendete sie ihre Laufbahn als aktive Sportlerin.

Den zweiten Platz belegte die aktuelle Olympiasiegerin. Titelverteidigerin, Vizeeuropameisterin von 2006 und Weltrekordinhaberin Barbora Špotáková aus Tschechien.

Bronze ging an die Rumänin Monica Stoian.

## Bestehende Rekorde
| Weltrekord               | 72,29 m | Barbora Špotáková | Stuttgart, Deutschland        | 13. September 2008 |
| Weltmeisterschaftsrekord | 71,70 m | Osleidys Menéndez | WM 2005 in Helsinki, Finnland | 14. August 2005    |

Der bestehende WM-Rekord wurde bei diesen Weltmeisterschaften nicht eingestellt und nicht verbessert.

## Doping
Der zunächst drittplatzierten Russin Marija Abakumowa wurde ein Verstoß gegen die Antidopingbestimmungen mittels Turinabol nachgewiesen. Auch in ihrem Fall dauerte es mehrere Jahre bis zur juristisch feststehenden Entscheidung. Ihre Silbermedaille von den Olympischen Spielen 2008 und ihre Bronzemedaille von diesen Weltmeisterschaften musste sie neben weiteren später gewonnenen Medaillen schließlich zurückgeben. Darüber hinaus hatte sie eine vierjährige Sperre hinzunehmen.

## Legende
Kurze Übersicht zur Bedeutung der Symbolik – so üblicherweise auch in sonstigen Veröffentlichungen verwendet:
| – | verzichtet |
| x | ungültig   |

## Qualifikation
31 Teilnehmerinnen traten in zwei Gruppen zur Qualifikationsrunde an. Die Qualifikationsweite für den direkten Finaleinzug betrug 62,00 m. Vier Athletinnen übertrafen diese Marke (hellblau unterlegt). Das Finalfeld wurde mit den acht nächstplatzierten Sportlerinnen auf zwölf Werferinnen aufgefüllt (hellgrün unterlegt). So reichten für die Finalteilnahme schließlich 59,46 m.

### Gruppe A

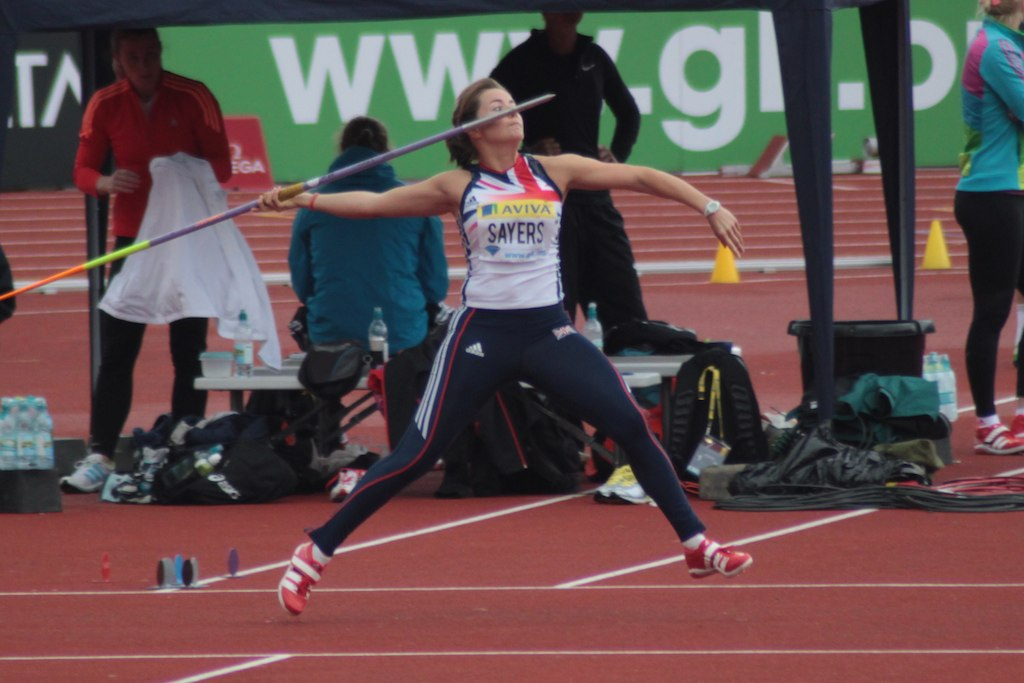
Goldie Sayers wäre nach Disqualifikation der gedopten Teilnehmerin im Finale startberechtigt gewesen

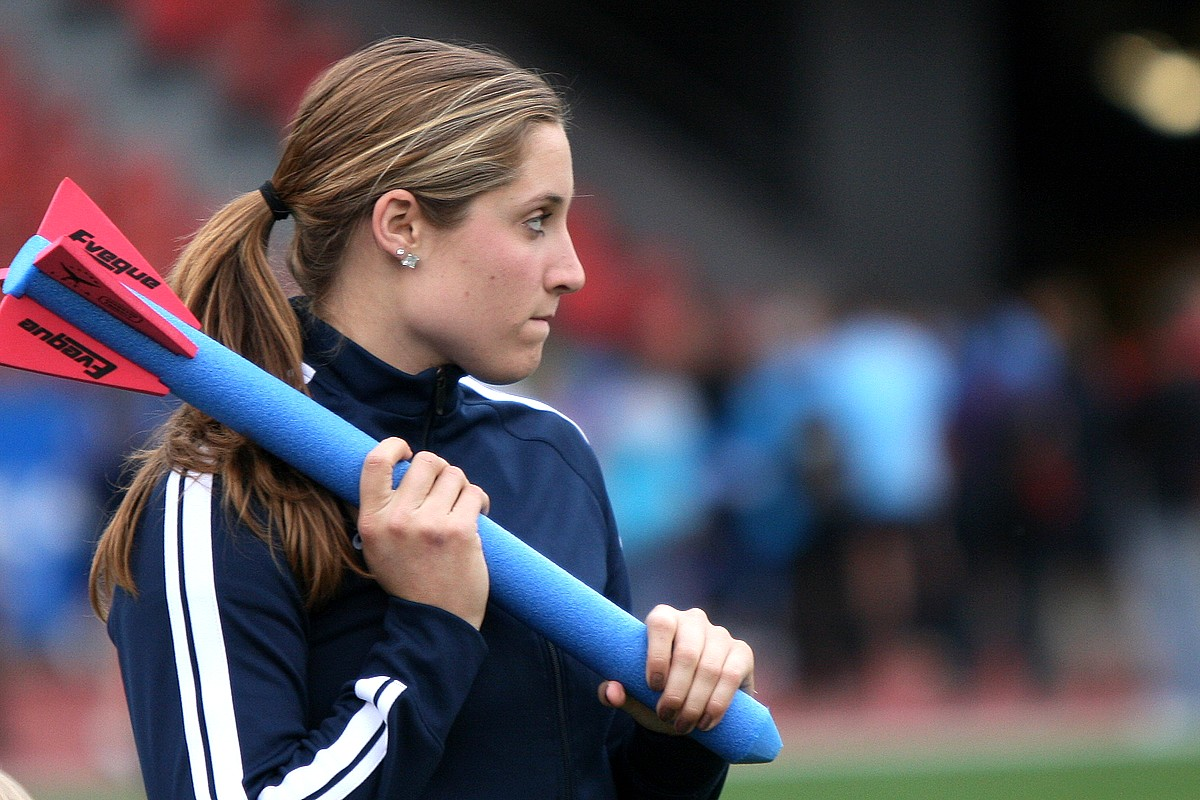
Kara Winger schied als Dreizehnte mit 52,71 m aus

16. August 2009, 10:45 Uhr
| Platz | Name              | Nation         | Resultat (m) | 1. Versuch (m) | 2. Versuch (m) | 3. Versuch (m) | Anmerkung                              |
| 1     | Linda Stahl       | Deutschland    | 63,86        | 63,86          | –              | –              |                                        |
| 2     | Martina Ratej     | Rumänien       | 63,42        | 53,13          | 63,42          | –              |                                        |
| 3     | Barbora Špotáková | Tschechien     | 63,27        | 63,27          | –              | –              |                                        |
| 4     | Steffi Nerius     | Deutschland    | 61,73        | 61,00          | x              | 61,73          |                                        |
| 5     | Monica Stoian     | Rumänien       | 60,29        | 59,45          | 60,29          | 55,57          |                                        |
| 6     | Wera Rebrik       | Ukraine        | 59,70        | 59,68          | 59,70          | 58,27          |                                        |
| 7     | Savva Lika        | Griechenland   | 59,64        | 57,26          | x              | 59,64          |                                        |
| 8     | Goldie Sayers     | Großbritannien | 58,98        | 56,44          | 58,58          | 58,98          | eigentlich für das Finale qualifiziert |
| 9     | Yainelis Ribeaux  | Kuba           | 57,38        | 57,26          | 57,38          | 56,48          |                                        |
| 10    | Mercedes Chilla   | Spanien        | 56,68        | 56,68          | x              | x              |                                        |
| 11    | Maryna Nowik      | Belarus        | 56,44        | 51,56          | 56,44          | 55,01          |                                        |
| 12    | Indre Jakubaityte | Litauen        | 55,86        | 55,86          | x              | x              |                                        |
| 13    | Kara Winger       | USA            | 52,71        | 50,50          | x              | 52,71          |                                        |
| 14    | Elisabeth Pauer   | Österreich     | 50.88        | x              | 49,32          | 50.88          |                                        |
| 15    | Serafina Akeli    | Samoa          | 49,58        | 49,58          | x              | x              |                                        |
| DOP   | Marija Abakumowa  | Russland       | 68,92        | 68,92          | –              | –              | für das Finale zugelassen              |

### Gruppe B
16. August 2009, 12:15 Uhr
| Platz | Name                | Nation      | Resultat (m) | 1. Versuch (m) | 2. Versuch (m) | 3. Versuch (m) |
| 1     | Osleidys Menéndez   | Kuba        | 61,94        | 59,86          | 61,94          | x              |
| 2     | Christina Obergföll | Deutschland | 60,74        | 60,04          | 59,86          | 60,74          |
| 3     | Rachel Yurkovich    | USA         | 59,57        | 59,57          | 53,84          | 59,55          |
| 4     | Maria Negoita       | Rumänien    | 59,46        | 59,46          | x              | 56,32          |
| 5     | Mikaela Ingberg     | Finnland    | 57,88        | 53,86          | 57,88          | x              |
| 6     | Kimberley Mickle    | Australien  | 57,46        | 57,46          | x              | 56,85          |
| 7     | Olha Ivankova       | Ukraine     | 56,91        | 56,91          | 54,86          | 54,85          |
| 8     | Sunette Viljoen     | Südafrika   | 56,83        | x              | 56,83          | 49,45          |
| 9     | Urszula Piwnicka    | Polen       | 56,49        | 56,33          | 56,49          | 55,74          |
| 10    | Yanet Cruz          | Kuba        | 56,19        | 55,50          | 56,49          | x              |
| 11    | Ásdís Hjálmsdóttir  | Island      | 55,86        | 55,86          | 55,27          | x              |
| 12    | Yuki Ebihara        | Japan       | 54,81        | 49,14          | 53,30          | 54,81          |
| 13    | Moonika Aava        | Estland     | 53,86        | 49,49          | 52,69          | 53,86          |
| 14    | Madara Palameika    | Lettland    | 52,98        | 51,80          | 52,98          | x              |
| 15    | Walerija Sabruskowa | Russland    | 52,87        | 47,31          | 52,87          | 51,13          |

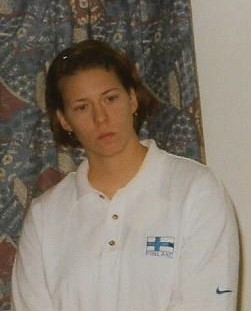
Mikaela Ingberg – ausgeschieden als Fünfte mit 57,88 m

In Qualifikationsgruppe B ausgeschiedene Speerwerferinnen:

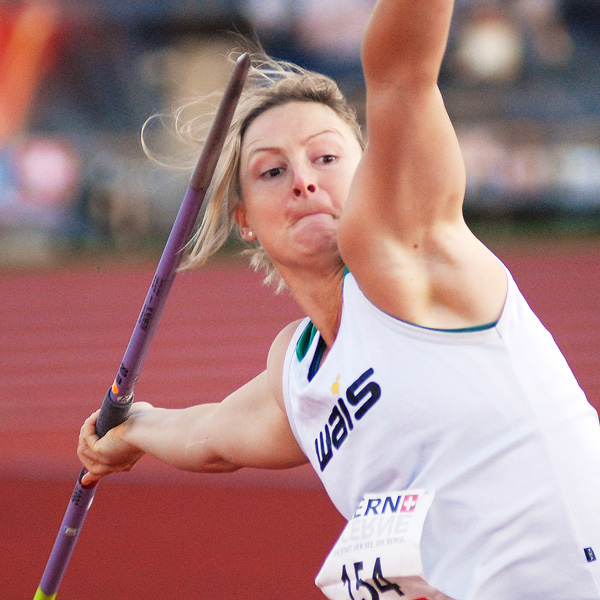
Kimberley Mickle Rang sechs mit 57,46 m
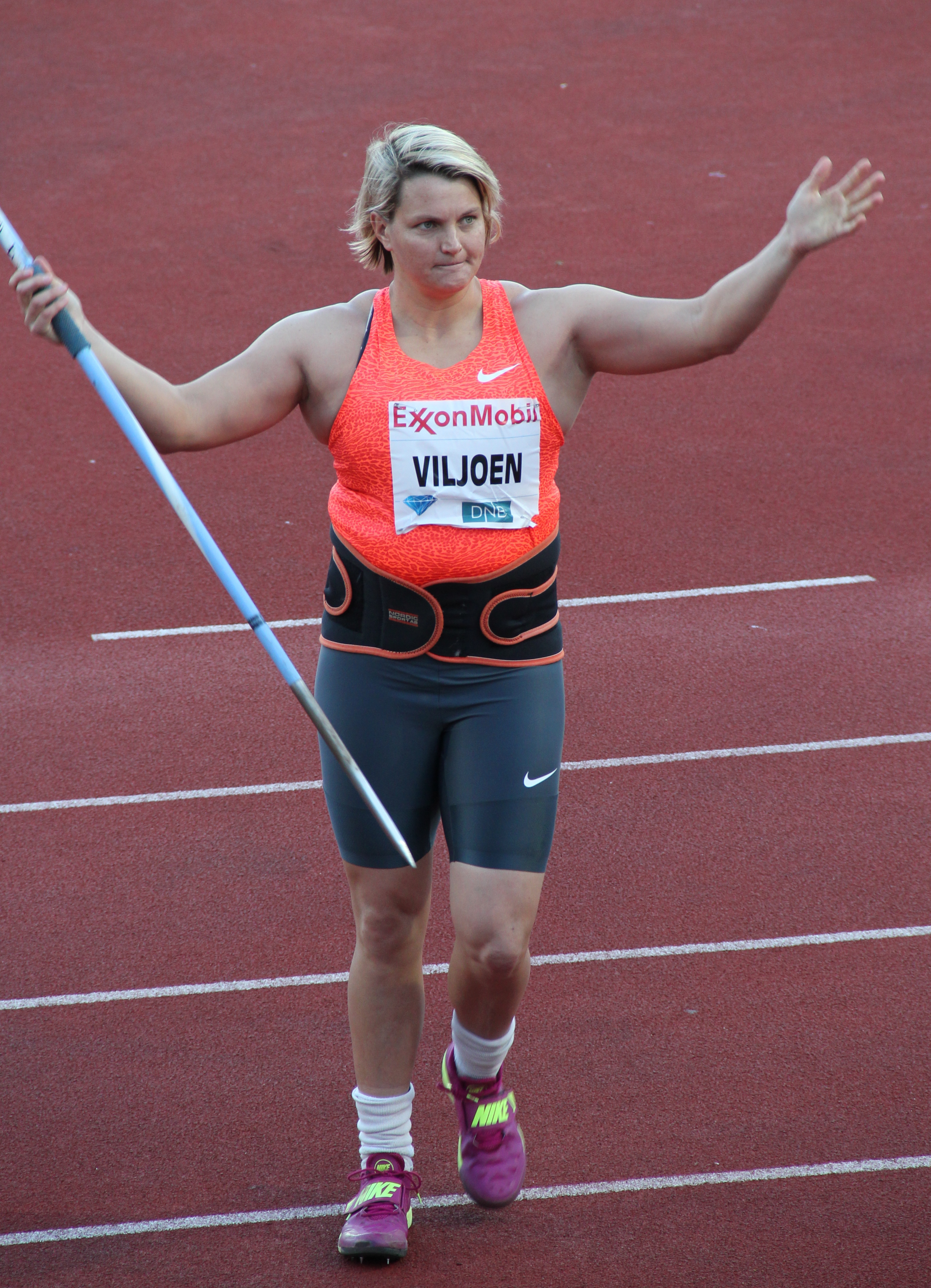
Sunette Viljoen Rang acht mit 56,83 m
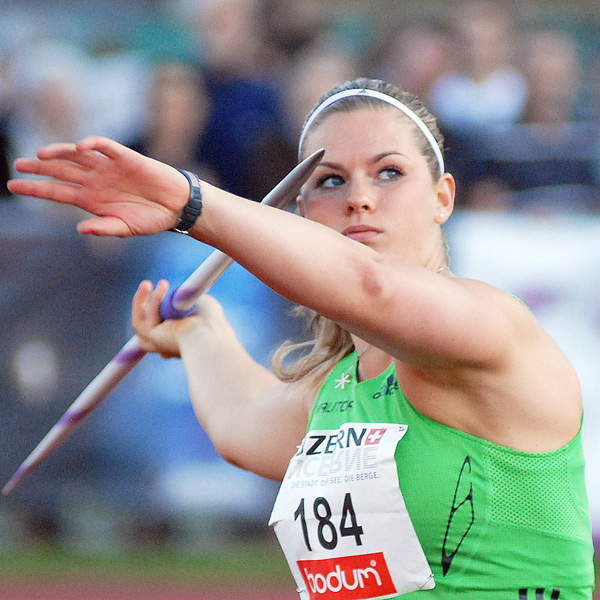
Ásdís Hjálmsdóttir Rang elf mit 55,86 m
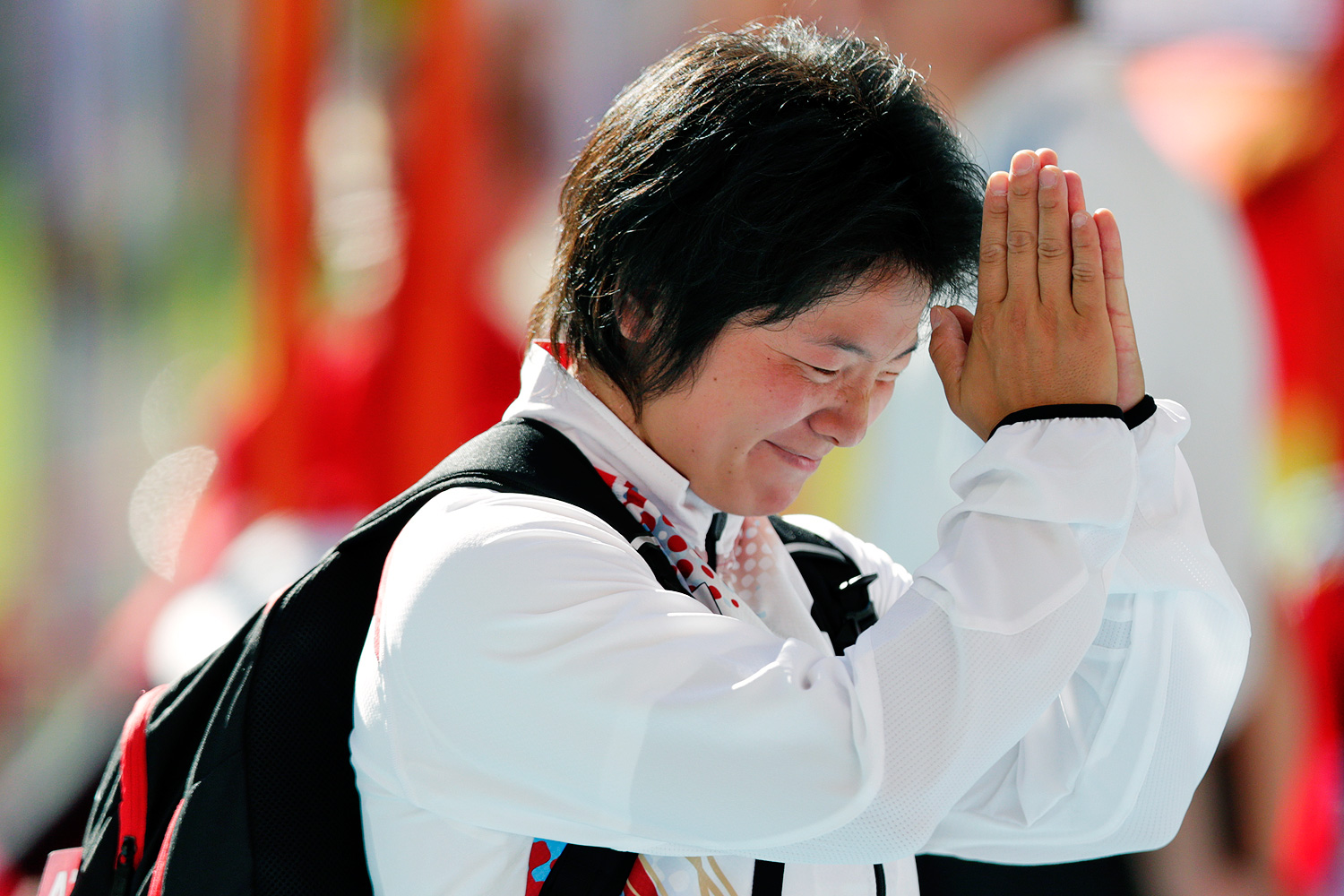
Yuki Ebihara Rang zwölf mit 54,81 m
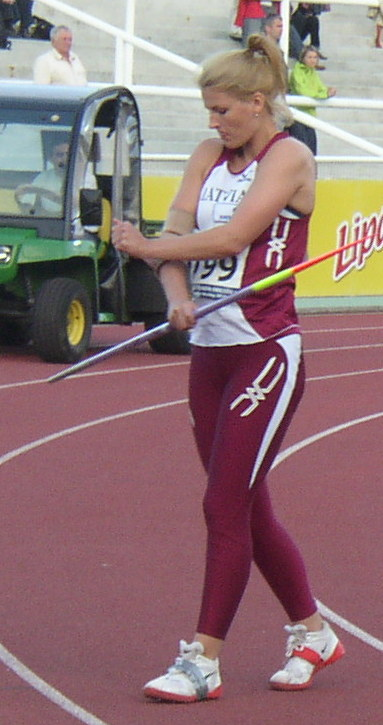
Madara Palameika Rang vierzehn mit 52,98 m

## Finale
18. August 2009, 19:25 Uhr
| Platz | Name                | Nation       | Resultat (m) | 1. Versuch (m) | 2. Versuch (m) | 3. Versuch (m) | 4. Versuch (m)                                | 5. Versuch (m)                                | 6. Versuch (m)                                |
| 1     | Steffi Nerius       | Deutschland  | 67,30        | 67,30          | 62,79          | 65,81          | x                                             | 62,27                                         | x                                             |
| 2     | Barbora Špotáková   | Tschechien   | 66,42        | 64,94          | 64,26          | 66,42          | 61,29                                         | 62,25                                         | 59,74                                         |
| 3     | Monica Stoian       | Rumänien     | 64,51        | 64,51          | x              | 61,90          | 59,62                                         | 61,84                                         | 61,53                                         |
| 4     | Christina Obergföll | Deutschland  | 64,34        | x              | 60,37          | 64,34          | x                                             | 63,02                                         | x                                             |
| 5     | Linda Stahl         | Deutschland  | 63,23        | 61,64          | 63,23          | 63,18          | 59,00                                         | 61,33                                         | 60,90                                         |
| 6     | Osleidys Menéndez   | Kuba         | 63,11        | 63,11          | x              | x              | x                                             | 61,56                                         | 58,27                                         |
| 7     | Savva Lika          | Griechenland | 60,29        | 56,55          | 57,33          | 58,80          | 57,29                                         | x                                             | 60,29                                         |
| 8     | Wera Rebrik         | Ukraine      | 58,25        | 58,25          | 56,78          | 57,50          | eigentlich zu drei weiteren Würfen berechtigt | eigentlich zu drei weiteren Würfen berechtigt | eigentlich zu drei weiteren Würfen berechtigt |
| 9     | Maria Negoita       | Rumänien     | 57,65        | 57,59          | 57,65          | x              | nicht im Finale der besten acht Werfer        | nicht im Finale der besten acht Werfer        | nicht im Finale der besten acht Werfer        |
| 10    | Martina Ratej       | Rumänien     | 57,57        | 57,57          | x              | x              | nicht im Finale der besten acht Werfer        | nicht im Finale der besten acht Werfer        | nicht im Finale der besten acht Werfer        |
| 11    | Rachel Yurkovich    | USA          | 51,15        | 51,15          | 50,05          | x              | nicht im Finale der besten acht Werfer        | nicht im Finale der besten acht Werfer        | nicht im Finale der besten acht Werfer        |
| DOP   | Marija Abakumowa    | Russland     | 66,06        | 63,01          | x              | 65,39          | x                                             | 59,71                                         | 66,06                                         |

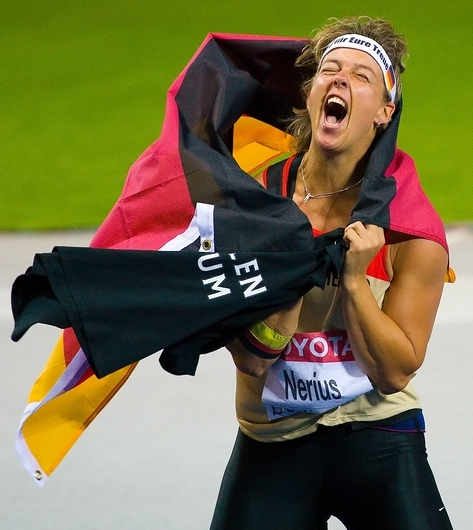
Steffi Nerius krönte nach zahlreichen Medaillen bei Olympia, Welt- und Europameisterschaften ihre Karriere als Weltmeisterin
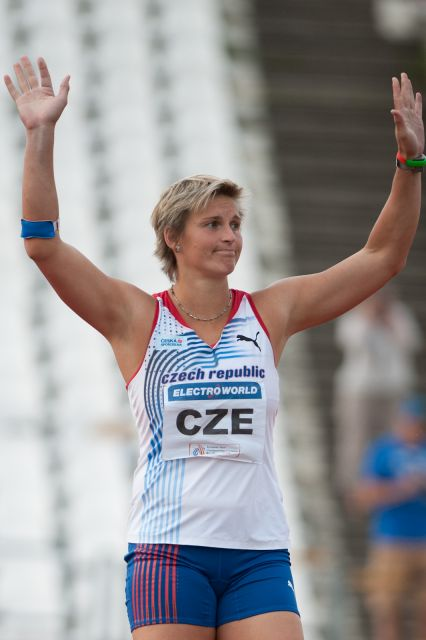
Vizeweltmeisterin wurde die aktuelle Olympiasiegerin, Titelverteidigerin und Weltrekordinhaberin Barbora Špotáková
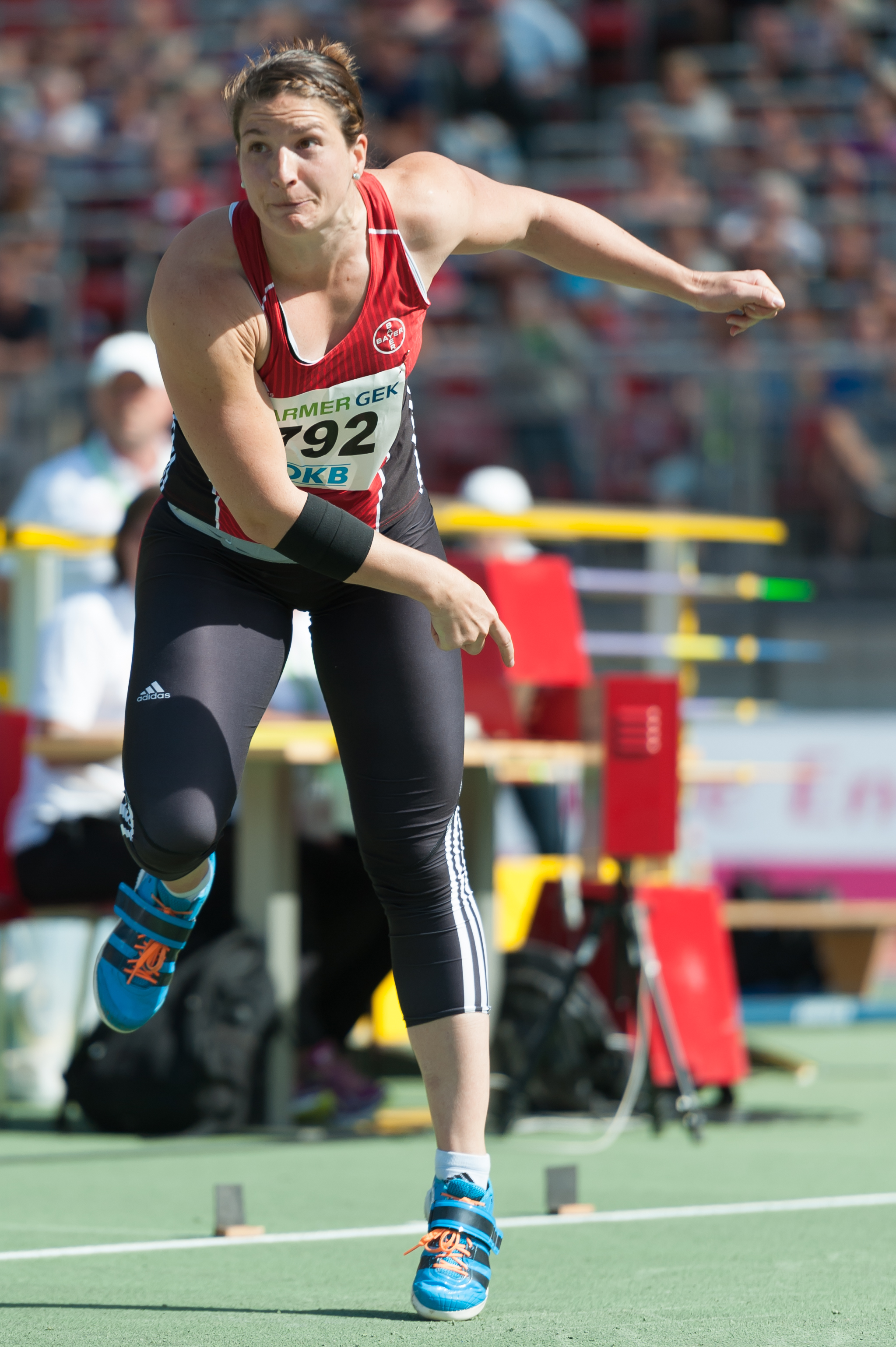
Linda Stahl kam auf den fünften Platz
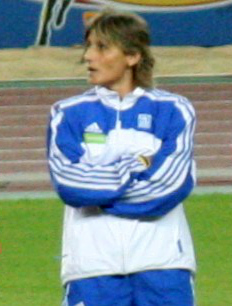
Savva Lika belegte Rang sieben
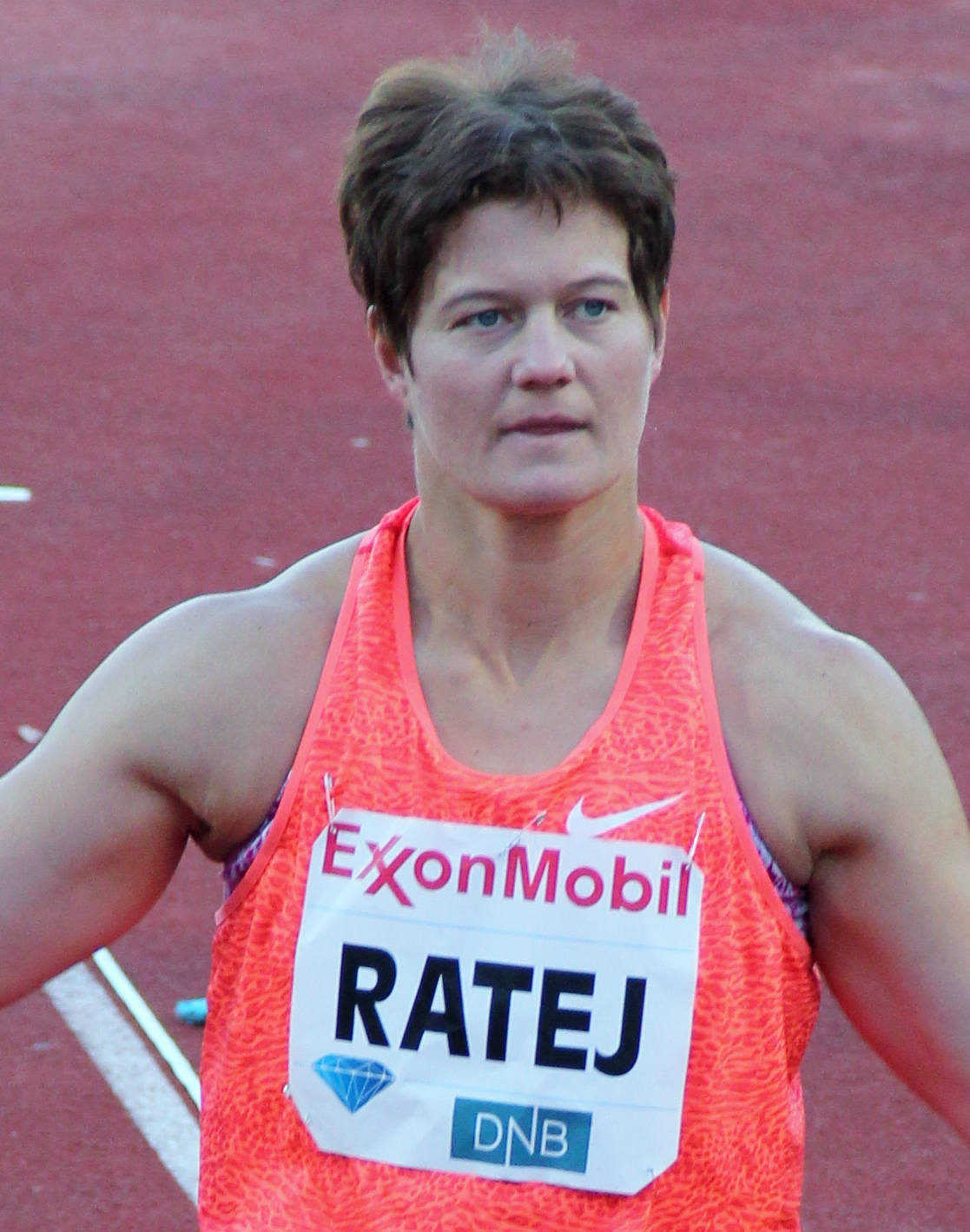
Rang zehn für Martina Ratej
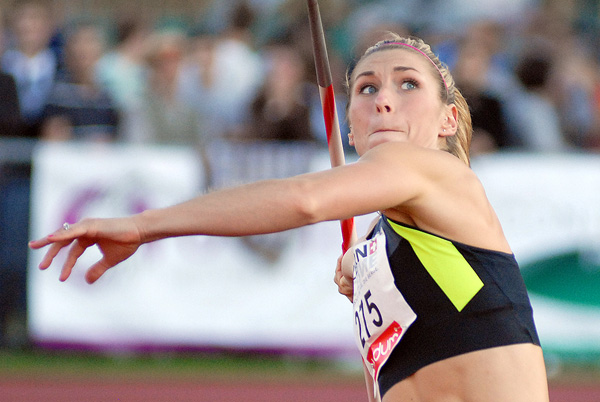
Rachel Yurkovich erreichte Platz elf
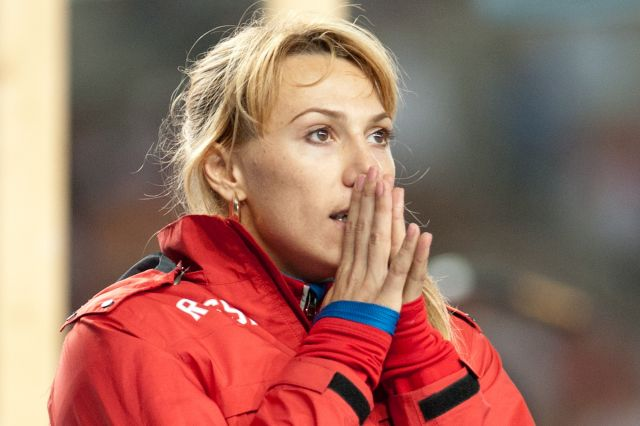
Di gedopte Marija Abakumowa musste ihre Bronzemedaille zurückgeben

## Video
- Uncut - Javelin Women Final Berlin 2009, youtube.com, abgerufen am 13. Dezember 2020